# Gornja Prekopa
Gornja Prekopa este o localitate din comuna Kostanjevica na Krki, Slovenia, cu o populație de 107 locuitori.